# 140-річчя Всеукраїнського товариства «Просвіта» імені Тараса Шевченка (монета)
«140-рі́ччя Всеукраї́нського товари́ства „Просві́та“ і́мені Тара́са Шевче́нка» — ювілейна монета номіналом 5 гривень, випущена Національним банком України, присвячена українському культурно-освітньому товариству «Просвіта», заснованому у Львові групою народовців у 1868 році, основною метою якого є сприяння просвіті українського народу, утвердження української національної ідеї, розвиток національної культури, формування національної свідомості тощо.
Монету введено в обіг 1 грудня 2008 року. Вона належить до серії «Українська спадщина».

## Опис монети та характеристики
| Номінал грн. | Метал                                | Маса, г | Діаметр, мм | Якість виготовлення       | Гурт                 | Тираж, штук |
| ------------ | ------------------------------------ | ------- | ----------- | ------------------------- | -------------------- | ----------- |
| 5            | біметалева із недорогоцінних металів | 9,4     | 28,0        | спеціальний анциркулейтед | секторальне рифлення | 45 000      |

### Аверс
На аверсі монети у внутрішньому колі зображено орнаментальне древо життя, під яким — рік карбування монети 2008, угорі розміщено малий Державний Герб України та написи по колу «НАЦІОНАЛЬНИЙ БАНК УКРАЇНИ», «П'ЯТЬ ГРИВЕНЬ» (унизу).

### Реверс

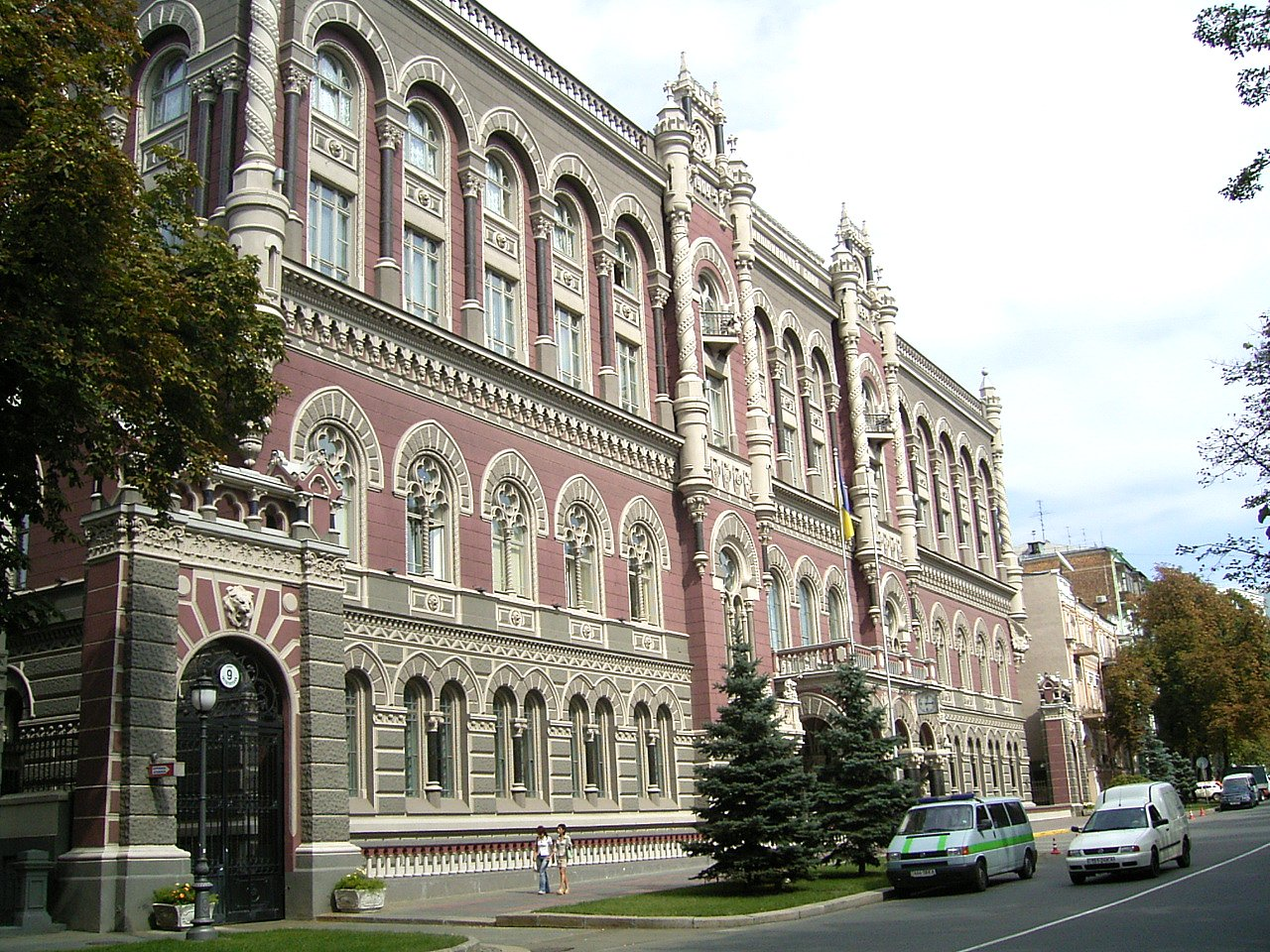
Будівля Національного банку України

На реверсі монети зображено емблему Всеукраїнського товариства «Просвіта», по колу розміщено написи «ВСЕУКРАЇНСЬКЕ ТОВАРИСТВО ІМ. ТАРАСА ШЕВЧЕНКА, 140 РОКІВ» (унизу).

## Автори
- Художник — Іваненко Святослав.
- Скульптори: Дем'яненко Володимир, Іваненко Святослав.

## Вартість монети
Ціна монети — 25 гривень була вказана на сайті Національного банку України у 2014 році.
Фактична приблизна вартість монети з роками змінювалася так:
| Рік        | 2010 | 2011 | 2012 | 2013 | 2014 | 2015 | 2016 | 2017 | 2018 | 2019 | 2020 | 2021 | 2022 | 2023 | 2024 | 2025 |
| ---------- | ---- | ---- | ---- | ---- | ---- | ---- | ---- | ---- | ---- | ---- | ---- | ---- | ---- | ---- | ---- | ---- |
| Ціна, грн. | 25   | 25   | 30   | 30   | 30   | 45   | 60   | 60   | 75   | 80   | 80   | 85   | 85   | 165  | 200  | 250  |